# IJsbaan van Sint-Petersburg
In Sint-Petersburg (Rusland) lagen de volgende vijf ijsbanen.
De locatie van het 1913 EK allround mannen is niet meer te achterhalen.

## Sport- en concertcomplex (winter stadion)

### Grote kampioenschappen
- 1990 - UDSSR allround

## Petrovski

### Grote kampioenschappen
- 1971 - EK allround vrouwen

## Dinamo Stadion

### Grote kampioenschappen
- 1958 - UDSSR allround vrouwen

## Marktplaats

### Grote kampioenschappen
- 1903 - WK allround mannen

## Joesoepovski Park

### Grote kampioenschappen
- 1896 - WK allround mannen